# Sequentiestratigrafie
Sequentiestratigrafie is een methode binnen de stratigrafie waarbij sedimentaire lagen in gesteente worden gecorreleerd met (cyclische) schommelingen in het relatieve zeeniveau. Het verloop van het zeeniveau langs de geologische tijdschaal genomen heet eustasie. Nadat in de gesteentelagen bepaalde lagen zijn gevonden die representatief zijn voor een bepaald punt in zo'n cyclus: dalende zeespiegel, laagste punt, enzovoorts kan deze informatie over de stratigrafie worden gebruikt om de gesteentelagen te correleren en uiteindelijk in een nauwkeurige chronostratigrafische context te plaatsen.
Sequentiestratigrafie kan een nauwkeuriger alternatief of een goede aanvulling zijn ten opzichte van de gewone lithostratigrafie, waarbij alleen naar de lithologie en sedimentaire structuren in gesteenten wordt gekeken, en de biostratigrafie, waarbij naar het voorkomen van bepaalde fossielen wordt gekeken om de gesteentelagen in een bepaalde tijdspanne te plaatsen.
Sequentiestratigrafie gaat ervan uit dat in een sedimentair gesteente lagen door cyclische zeespiegelveranderingen zijn ontstaan. Iedere continue laag, of bed, wordt een sequentie genoemd. Er kunnen in dezelfde formatie vaak meer cycli worden herkend, die dan verschillende tijdspannes representeren.

## Achterliggende principes

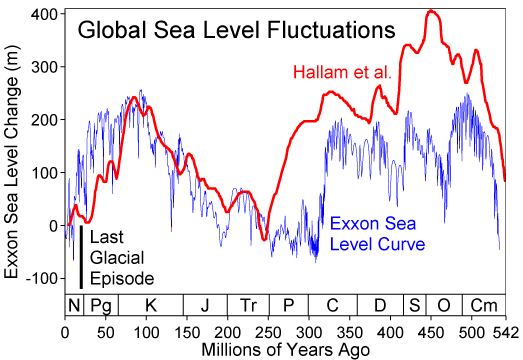
Twee keer de relatieve zeespiegelverandering tijdens de afgelopen 500 miljoen jaar, links in de grafiek het heden.

### Verandering van het zeeniveau
Het zeeniveau was tijdens de geschiedenis van de Aarde aan verandering onderhevig. De gemiddelde globale zeespiegelverandering wordt eustasie genoemd en valt onder te verdelen in perioden van zeespiegelstijging, met transgressie, en perioden van zeespiegeldaling, met regressie.
De laatste 2,5 miljoen jaar, in het tijdperk Kwartair, is een periode met grote eustatische schommelingen. Dit werd veroorzaakt door de klimaatveranderingen: koudere periodes met ijstijd en warmere periodes, interglacialen, wisselden elkaar af. In de koude periodes lag veel water als ijs in ijskappen in gebergtes en rond de polen opgeslagen, zodat het zeeniveau aanzienlijk lager was. Men schat dat het zeeniveau in het laatste glaciaal 100 m lager lag. Men noemt de perioden met een lage zeespiegel de low stand.
Tegenwoordig bevinden we ons in een interglaciaal, een periode van high stand. De ijskappen die in het laatste glaciaal Scandinavië, Siberië en Noord-Amerika bedekten zijn gesmolten en het water dat daarbij vrijkwam heeft voor een zeespiegelstijging gezorgd.
In het verdere verleden is de zeespiegel vaak juist veel hoger geweest dan tegenwoordig. Tijdens de tijdperken Eoceen (56 – 34 Ma) en Krijt (145 – 65 Ma) stond het water zo hoog dat grote delen van de continenten bedekt waren met ondiepe binnenzeeën. Een Ma is een miljoen jaar.

### Ontstaan van cyclische afwisselingen in sediment
Tijdens een low stand ligt de kustlijn verder zee-inwaarts zodat grote gebieden die normaal onder water liggen blootstaan aan erosie, verwering en bodemvorming. Gevolg is dat er een sedimentaire cyclus plaatsvindt: tijdens high stand worden sedimenten afgezet die typisch zijn voor dieper-mariene facies, tijdens low stands sedimenten die typisch zijn voor ondiep-mariene of terrestrische facies.

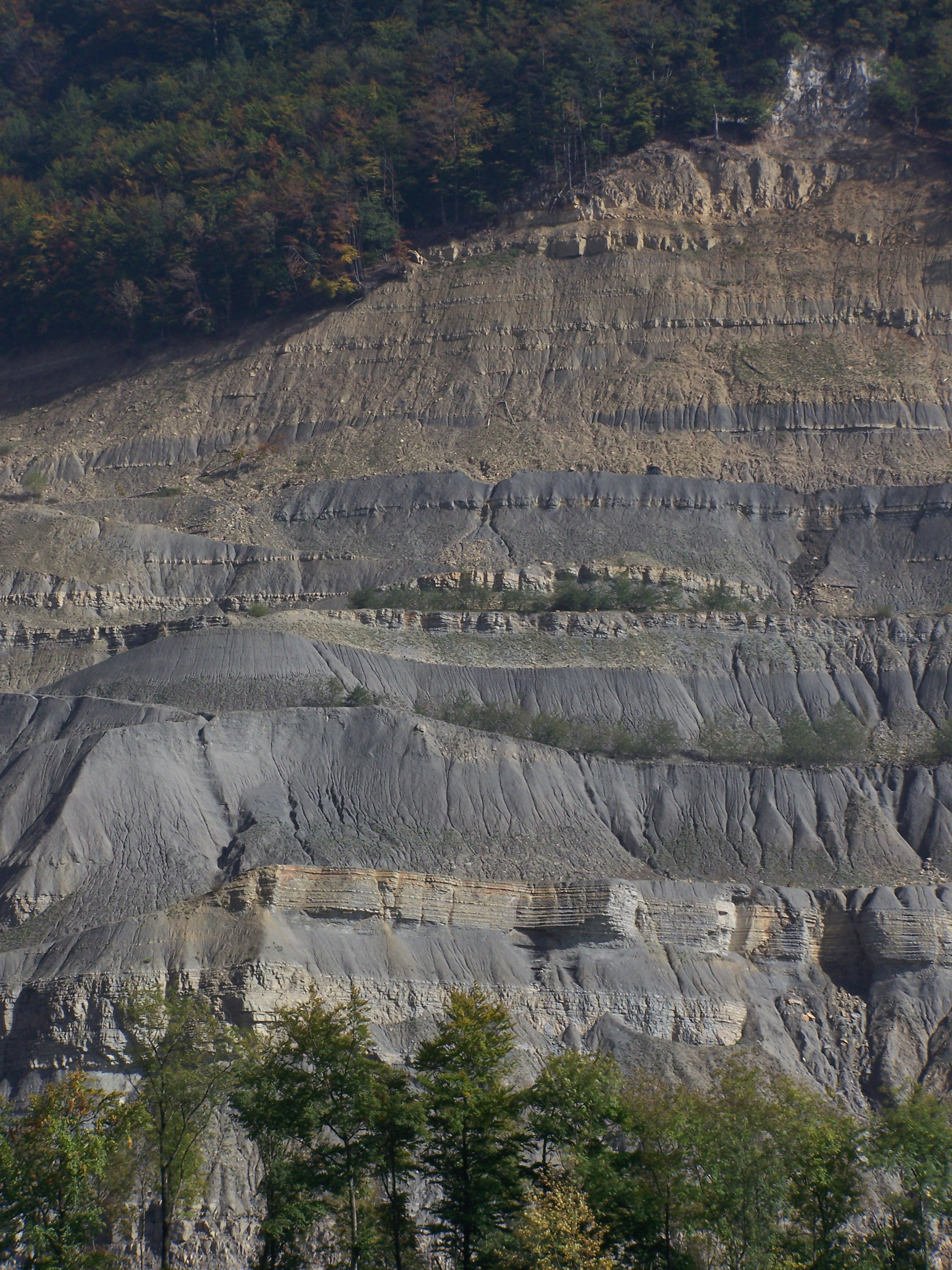
Cyclische afwisseling van klei en mergel, grijze zachtere lagen met kalksteen, hardere lichtere lagen, uit het Oxfordien (161 – 155 Ma) bij de groeve van Péry-Reuchenette, Tavannes, in de Zwitserse Jura. De dominante cyclus hier is de 200.000 jaar cyclus.

### Verschillende cycli
Er zijn in de loop van de geologische tijdschaal letterlijk duizenden cycli van high stands en low stands geweest. De grotere cycli kunnen wereldwijd worden gecorreleerd. Er zijn door stratigrafen verschillende perioden ontdekt waarmee de cycli zich kunnen herhalen. De eustasie blijkt een optelsom van deze verschillende cycli te zijn. De kortere perioden komen overeen met de Milanković-parameters, verschuivingen in de oriëntatie van de aardas en omloopbaan van de aarde.
De kortste van deze perioden, de zogenaamde 5e orde cyclus, herhaalt zich ongeveer elke 20.000 jaar, en komt overeen met de precessie van de aardas. De volgende, de 4e orde periode is ongeveer 40.000 jaar en komt overeen met de cyclische verandering van de hoek tussen de aardas en de aardbaan, van de obliquiteit. De 3e orde cyclus duurt 110.000 jaar en komt overeen met de verandering van de afplatting van de aardbaan. Er zijn een aantal lagere orde, langere perioden ontdekt, maar de oorzaak van deze cycli is nog niet duidelijk. Een andere onduidelijkheid is waarom in sommige tijdperken de ene cyclus dominant is, terwijl op andere momenten een andere cyclus domineert.

### Andere invloeden op waterdiepte
In welke sedimentaire facies een gebied zich bevindt, wordt echter niet door de globale zeespiegelschommelingen, dus niet door de eustasie alleen bepaald. De diepte van de zeebodem is ook afhankelijk van de snelheid van tektonische daling van het sedimentaire bekken en de hoeveelheid sediment die wordt aangevoerd. Deze twee factoren worden extern genoemd. Stratigrafen noemen de ruimte die vrij is om met sediment te worden opgevuld wel de accommodatieruimte.
De snelheid waarmee de tektonische daling gaat hangt van de tektonische situatie af. De tektonische ontwikkeling van een bekken kan als een grootschalige sedimentaire sequentie worden gezien. Als het bekken groeit zal er een snelle groei van de accommodatieruimte zijn, de zeebodem komt dieper te liggen. Als de groei stagneert zal door sedimentaanvoer de zeebodem steeds hoger komen en de accommodatieruimte afnemen.
De hoeveelheid sediment die wordt aangevoerd is afhankelijk van de hoeveelheid erosie in het achterland van het bekken en de ligging van rivieren. De mate van erosie is vooral van het klimaat in het achterland afhankelijk. De Milanković-parameters zijn op dat klimaat van invloed en daarom kan dat ook cyclisch veranderen.
Cyclische veranderingen als gevolg van tektonische daling of sedimentaanvoer worden wel allocycli genoemd: cyclische veranderingen als gevolg van eustasie orthocycli. Veranderingen als gevolg van tektonische daling hebben de eigenschap dat ze lokaal zijn, ze kunnen niet overal ter wereld worden teruggevonden.

## Economische relevantie
De bestudering van sedimentaire cycli is van groot belang voor de olie-industrie. Veel sedimentaire gesteenten die als reservoirgesteente voor olie of gas geschikt zijn, zoals het poreuze en permeabele zandsteen, of juist als afsluitingsgesteente, zoals impermeabele kleisteen of evaporieten, worden in verschillende sedimentaire facies afgezet. Met het (cyclisch) verschuiven van de kustlijn komt het voor dat deze typen gesteente desondanks afwisselend over elkaar worden afgezet. Exploratiebedrijven zoeken de plekken waar zo dik mogelijke reservoirgesteenten onder zo ondoordringbaar mogelijke afsluitingsgesteenten liggen en de sequentiestratigrafie geeft daarbij waardevolle informatie.